# Скосарівка
Скоса́рівка — село Андрієво-Іванівської сільської громади у Березівському районі Одеської області, Україна. Населення становить 1000 осіб.

## Географія
Село Скосарівка розташоване по обидва боки річки Тилігул. Утворилося воно із трьох колишніх сіл — це Іванівка, Стара Скосарівка та Нова Скосарівка.
Село розташоване за 150 км від обласного центру, морського міста Одеси, 35 км від смт Миколаївка, який є районним центром, і за 50 км від найближчої залізничної станції — міста Березівка.
Поблизу села, на його південно-західній околиці, виявлена лізолетична стоянка (XIII—VIII тис. років тому).

## Історія
Село Скосарівка (перша назва — Новицьке) І утворилося в кінці XVIII ст. До реформи 1861 року землі, які знаходилися в районі села, належали панам Новицькому, Мартиновському і Чернусі.
В 1795 році тугу було 40 дворів з населенням 156 чоловік
В 1846 році на 600 десятинах панської землі виникає хутір Скосарівка. В 1859 році тут уже було 33 двора з населенням 221 чоловік. Пан Новицький та інші пани на період жнив наймали косарів Із різних країв, які мешкали в маленьких, похилих, сяк-так зроблених хатинках, критих очеретом або соломою. Звідси і пішла назва села Скосарівки.
Після реформи 1861 року, коли стало можливо вільно мігрувати селянам, вони переїздили на постійне проживання до наших країв, і тоді почалося інтенсивне заселення села.
1871 рік вважається як рік заснування села.
В 1886—1887 рр. тут був уже 81 двір і 350 чоловік населення. Положення селян після реформи залишилося вкрай важким. Про це засвідчує «прошение» від 21 травня 1889 року на ім'я одеського генерал-губернатора, яке від імені безземельних селян села Скосарівки написали Андрій Зотов і Степан Дехтяренко. Вони жалілися на те, що не мають землі та грошей для харчування своїх сімей, і нагадують, що раніше їхнє прохання не було розглянуте.
В кінці XIX сторіччя кількість жителів збільшилась за рахунок переселення в село селян із Ананьївського та інших повітів. Преїздили сюди цілими родинами. Досі в селі домінують такі прізвища як: Кравець, Горб, Павловський та інші. Деякі з них не приживалися, тому переїздили далі в район Таврії, де ще були необжиті землі
Важке було життя у селян до революції 1917 року. Постійна турбота про те, щоб хоч якось прожити, гнітила душу кожного селянина.
Під час організованого радянською владою Голодомору 1932—1933 років помер щонайменше 1 житель села.
Під час Німецько-радянської війни до лав Червоної армії було мобілізовано 548 селян, 284 скосарівця загинули. При звільненні села від гітлерівців загинуло декілька солдат, чиї імена встановили слідопити місцевої школи — це Шептухін Іван Григорович, Куржевалов Яков Іванович.
Пам'ять про загиблих односельців свято зберігають вдячні скосарівці. їх фотографії розміщені на гарно оформленому 1 стенді школи. Їх імена золотими буквами викарбувано на обеліску, що в центрі села
Дуже важко було відбудовувати зруйноване господарство. Але й ці труднощі подолали скосарівці. Активно працювали у відновленні села колишні воїни — це Кравець Василь Миколайович, Паровий Василь Іванович, Гончарук Іван Сергійович, Матров Костянтин Пилипович та багато інших селян, які до своїх бойових нагород додали і нагороди трудові. Біля сільського будинку культури є братська могила, в якій знаходяться останки воїнів. Сюди приходять молодята, щоб віддати данину поваги за щасливе та вільне життя, яку відстояли в боротьбі наші прадіди.
На території Скосарівської сільської ради діяло сім мілких господарств: ім. Шевченка, ім. Балановського, «Вільна праця», «Чорноморська комуна», «Нове село», «Путь к коммунизму» та «Боротьба за урожай» які у 1950 році об'єдналися у два колгоспи: «Шлях до комунізму» та ім. Карла Маркса. Через сім років ці колгоспи об'єдналися й утворили колгосп «Україна». Керував цим господарством молодий, тоді ще, голова Гошуренко Петро Захарович, який 28 років працював і вболівав за своє село.
Селяни потяглись до освіти.
Колишній орган місцевого самоврядування — Скосарівська сільська рада.

## Населення
Згідно з переписом УРСР 1989 року чисельність наявного населення села становила 1124 особи, з яких 531 чоловік та 593 жінки.
За переписом населення України 2001 року в селі мешкало 1007 осіб.

### Мова
Розподіл населення за рідною мовою за даними перепису 2001 року:
| Мова       | Відсоток |
| ---------- | -------- |
| українська | 92,45 %  |
| румунська  | 4,77 %   |
| російська  | 1,79 %   |
| білоруська | 0,40 %   |
| вірменська | 0,40 %   |
| болгарська | 0,10 %   |